# Похід Фіброна до Киренаїки
Похід Фіброна до Киренаїки — військова кампанія загону найманців у Киренаїці, що призвела до підкорення цього регіону правителю Єгипту Птолемею.

Мапа Киренаїки (позначена поряд з Баркою Птолемаїда виникне через кілька десятків років після описаних у статті подій)

Важливою передумовою подій була втеча до балканської Греції казначея Александра Македонського Гарпала. Полишений у Вавилоні керувати фінансами нової імперії, Гарпал віддався розкішному життю, на що витрачав величезні кошти. Розважаючись із жінками, він не обмежувався місцевими мешканками, а виписав собі з Афін двох найкращих куртизанок, котрих осипав подарунками, що пасують царицям. Таке розкошування припинили звістки про повернення Александр зі східного походу та страту ним сатрапів, котрі нехтували своїми обов'язками. Щоб уникнути такої ж долі, Гарпал втік із Вавилонії, розраховуючи знайти притулок у Афінах. Коли ж його там не прийняли, він отаборився в Лаконіці, у відомому центрі набору найманців Таенарумі. Викрадена ним зі скарбниці величезна сума коштів — 5000 талантів — дозволяла Гарпалу утримувати загін із 6 тисяч осіб.
Антипатр, полишений Александром намісником у Македонії, вимагав видачі Гарпала. Останній, котрий так і не зміг знайти прихистку в Афінах (хоча й витратив чималі кошти на підкуп відомих містян), відплив на острів Крит, де у 324 р. до н. е. був вбитий своїм супутником лакедемонянином Фіброном. Втім, у античних джерелах також є версія загибелі Гарпала від рук убивць, підісланих македонянином Павсанієм.
Фіброн перебрав на себе контроль над коштами Гарпала та його військом, що налічувало вже 7 тисяч найманців. Перебуваючи у критському місті Кідонія, лакедемонянин уклав спілку з вигнанцями з Кирени та Барки — двох основних міст Киренаїки. Цей регіон, який витягнувся на кілька сотень кілометрів по африканському узбережжю Середземного моря на схід від затоки Великий Сирт, був доволі багатим, оскільки взимку тут випадає значна кількість опадів (на відміну від пустельних ділянок узбережжя на схід та захід від нього).
Висадившись у 323 р. до н. е. в Африці, Фіброн переміг киренців у битві, під час якої вбив та полонив багатьох ворогів. Далі він узяв під контроль киренську гавань, функцію якої традиційно виконувало розташоване за півтора десятки кілометрів місто Аполлонія, та дозволив своїм воїнам розграбувати захоплене тут майно торговців. Узявши в облогу саму Кирену, Фіброн примусив її мешканців погодитись на виплату 500 талантів та видачу половини колісниць. Також він звернувся до інших міст Киренаїки з пропозицією вступити у союз для подальшого підкорення сусідніх земель лівійців.
В цей час у Фіброна через розподіл здобичі сталась суперечка з його помічником, критянином Мнасиклом. Останній перейшов до киренців та вмовив їх розірвати попередню угоду, допоки містяни встигли сплатити лише 60 талантів. Фіброн знову обложив Кирену, проте не досяг у цій справі жодних успіхів і повернувся до Аполлонії.
Оскільки мешканці Барки та Гесперид (найзахідніше місто Киренаїки, наразі Бенгазі) дотримувались союзу з Фіброном, киренці відправили частину своїх сил спустошувати їхні поля. Коли лакедемонянин виступив на допомогу союзникам, Мнасикл з киренцями захопив Аполлонію і поставив у ній залогу (при цьому навіть вдалось повернути торговцям частину захоплених у них товарів).
Тоді Фіброн атакував ще одне місто Киренаїки — Тевхіру (наразі Токра) — та після облоги захопив її. Втім, майже одразу його спіткала невдача. Оскільки разом з Аполлонією були втрачені запаси продовольства, воїни Фіброна поповнювали його шляхом спустошення навколишніх місцевостей. В один з таких рейдів вони потрапили у засідку лівійців та втратили багатьох загиблими і полоненими. Вцілілі добрались до своїх кораблів, проте внаслідок сильного шторму більшість з них затонула, а окремі викинуло на узбережжя Єгипту чи Кіпру.

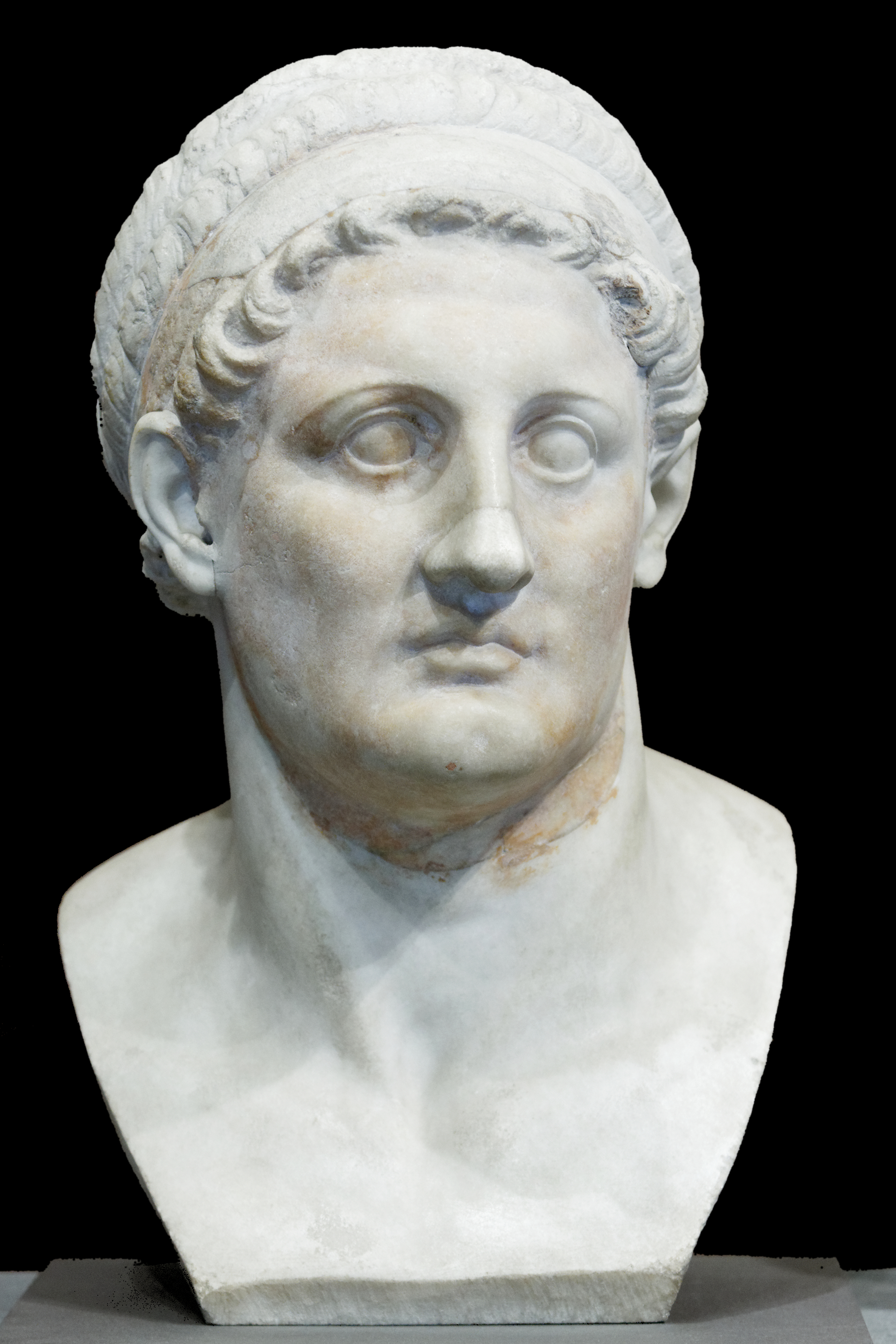
Птолемей І, котрий отримав найбільшу вигоду від кампанії Фіброна

Зазнавши великих втрат, Фіброн вирядив вербувальників до Таенаруму, де за наявності коштів можна було набрати величезну кількість найманців — як вказує Діодор, тоді біля цього лаконського містечка в очікуванні найму зібралось біля 25 тисяч воїнів (зі смертю Александра його наступники скасували плани грандіозного західного походу, проте ще не втягнулись у війни за розділ держави). Тим часом на значно послаблені сили Фіброна напали киренці та завдали йому поразки у битві. Лакедемонянин майже був готовий припинити свій похід до Киренаїки, проте в цей час отримав велике підкріплення з Таенаруму. Через якийсь час він вступив у нову битву проти об'єднаних сил Кирени та лівійців, до яких приєднались допоміжні загони від карфагенян. Хоча це союзне військо налічувало 30 тисяч воїнів, Фіброн завдав йому важкої поразки та винищив велику кількість ворогів, включаючи очільників киренського війська.
Мешканці Кирени обрали своїм полководцем Мнасикла й вирішили боротися далі, проте їхнє становище було важким. Фіброн обложив Аполлонію і здійснював постійні напади на Кирену, в якій через нестачу продовольства почались внутрішні чвари. Як часто бувало у грецьких полісах, партія, котра взяла гору, вислала своїх суперників за межі міста. Одна частина вигнанців вирушила до Фіброну, тоді як інші попрямували просити допомоги у македонського правителя Єгипту Птолемея Лага. Останній побачив у цьому гарну нагоду розширити свої володіння та відправив до Киренаїки значні сили (як наземні, так і флот) на чолі з Офелою.
При наближенні єгипетського війська ті киренські вигнанці, котрі перебували в таборі Фіброну, спробували вночі покинути його та приєднатись до Офели, проте були помічені та перебиті. Слідом за цим Фіброн уклав спілку із оборонцями Кирени, яких стривожило повернення вигнанців із сильним чужоземним військом. Втім, Офела переміг лакедемонянина та змусив його до втечі, під час якої той потрапив до рук лівійців та був виданий єгиптянам. Доправленого до Офели у Тевхіру Фіброна спершу передали для тортур тевхірцям, а потім відправили до Аполлонії на страту.
Наслідком цих військових кампаній став перехід Киренаїки у 322 р. до н. е. під владу Птолемея Лага. Хоча киренці не бажали втрачати автономії, проте були вимушені підкоритись після прибуття сюди у 320 р. до н. е. самого Птолемея. У 313 р. до н. е. вони спробували повернути свою свободу, проте повстання було придушене присланим з Єгипту військом.